# Татаринов, Пётр Петрович
Пётр Петрович Татаринов (1793—1858) — чиновник Министерства юстиции, литератор-дилетант (псевдоним — В. М.).
В 1809 году окончил Харьковский университет. В Санкт-Петербурге некоторое время служил вместе с мужем С. Д. Пономарёвой, через которого стал посетителем литературного салона «Сословие друзей просвещения». Был одним из душеприказчиков Н. И. Гнедича. Следил за новинками литературы: в письме Н. И. Бахтину 8 мая 1825 года писал: «Петербургские журналы все на коленях перед Пушкиным, который напечатал начало романа в стихах, под фирмою „Онегин“. Стихи прекрасные».
В середине 1840-х годов начал десятками печатать стихотворения, рассказы, драматические «фарсы» и водевили. Произведения были посредственными, но некоторые из них, как «Петербургская кухарка, или Приключения на Песках» (1856), многократно переиздавались уже после смерти автора.
18 апреля 1842 года был отмечен орденом Св. Станислава 1-й степени.

## Сочинения
- Фомушка в Питере или Глупому сыну не в помощь богатство. — М., 1855. — 40 с.